# 일본의 부대신
일본의 부대신(일본어: 副大臣 후쿠다이진[*], Deputy Minister)이란 일본의 내각부 및 성에 속하는 직책을 말한다. 중앙 성청 개편에 따라 정무차관에서 개칭되었다.

## 개요
부대신은 내각부설치법 제13조, 국가행정조직법 제16조에 기초를 두고 있다. 종래의 정무차관에서 이름이 바뀐 정치 임용직이며, 국회의원을 임명하는 것이 관례로 되어 있다.
각 성의 대신, 내각관방장관 및 내각부 특명담당대신의 지시를 받으며 정책 및 기획을 관장하고 정무를 처리하는 역할을 하고 있다. 또한 대신의 부재시 그 직무를 대행한다.(내각부 부대신 참조) 정원은 1명에서 3명으로 각 부와 성마다 다르다. 임명과 면직은 각 부와 성의 장인  대신의 의사에 따라 내각이 행하며 천황이 이를 인증한다.(인증관) 국가공무원법상 별정직에 해당한다.
내각부 및 각 성의 정책간 상호 조정을 담당하기 때문에 부대신회의가 설치되어 있다. 부대신회의는 내각관방장관 밑에서 내각관방장관(정무) 및 모든 부대신으로 조직되며 내각관방장관이 주재하고 그 의장을 맡는다.
부대신은 대신정무관이나 사무차관보다 높은 직위에 해당한다. 한편 부대신 및 부대신회의는 내각회의 결정 안건에 대해 아무런 권한도 지니고 있지 않으며 내각회의 결정 안건의 사전 조정은 사무차관등회의만이 실질적으로 수행하고 있다.
영어 명칭은 Senior Vice-Minister, Parliamentary Senior Vice-Minister, State Minister, State Secretary 등 각 성과 청이 제각기 다른 표현을 사용하고 있다.